# Bonfim (Santa Maria)
Bonfim (pronunciación portuguesa: [b'öwf'ï], ‘bonfim’) es un barrio del distrito de Sede, en el municipio de Santa Maria, en el estado brasileño de Río Grande del Sur. Está situado en la zona central de Santa Maria.

## Villas
El barrio contiene las siguientes villas: Bonfim.

## Galería de fotos

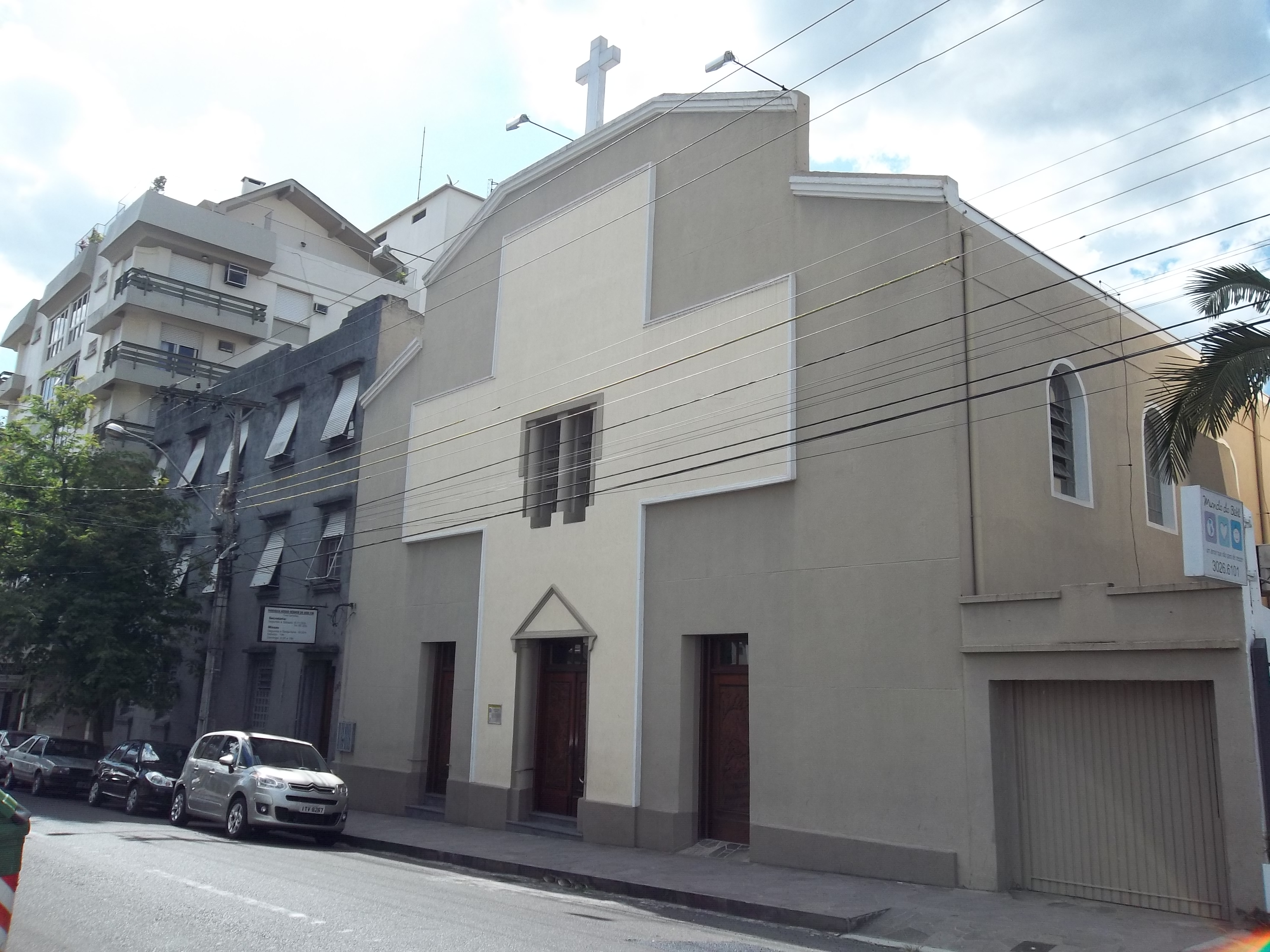
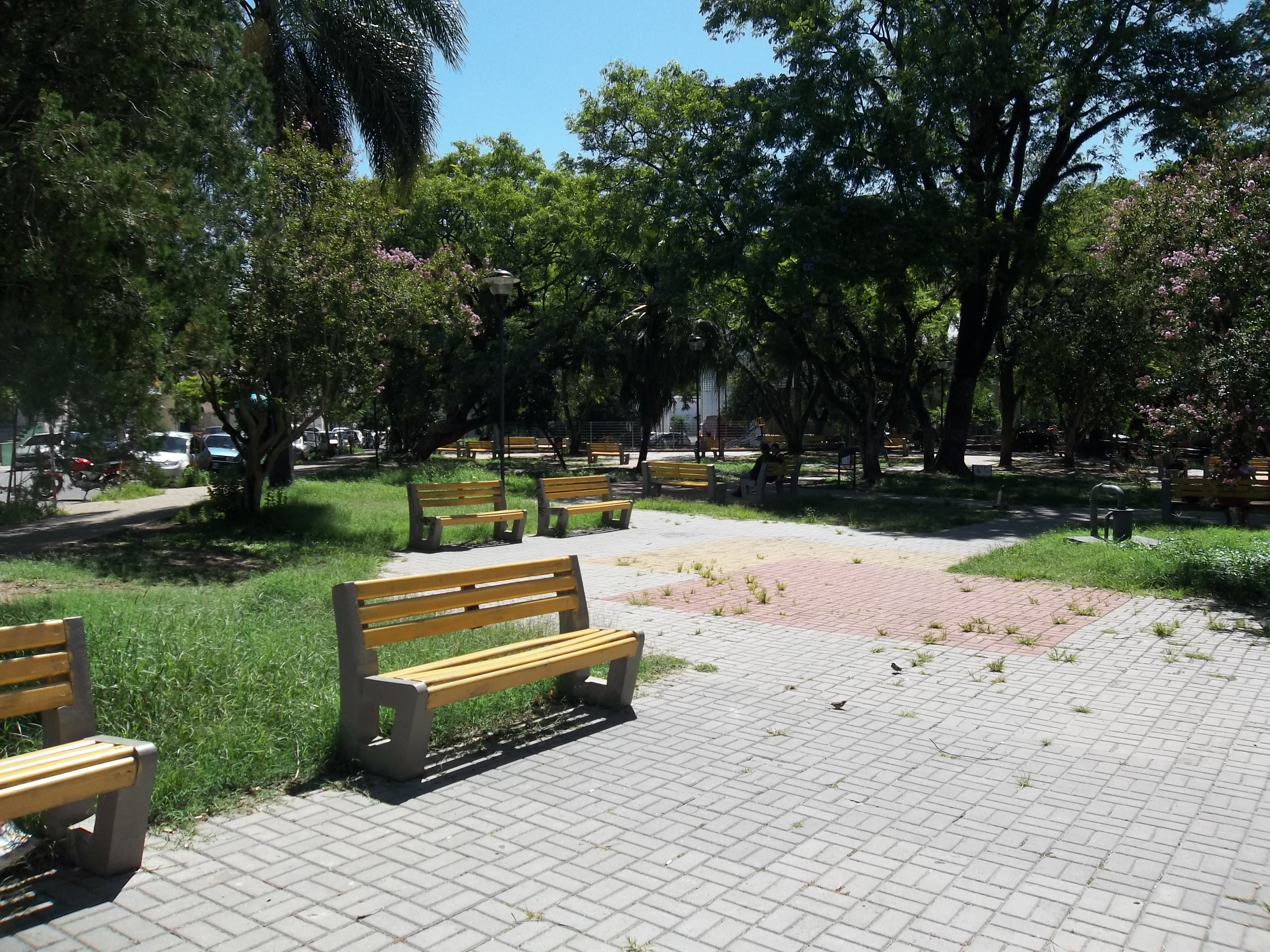
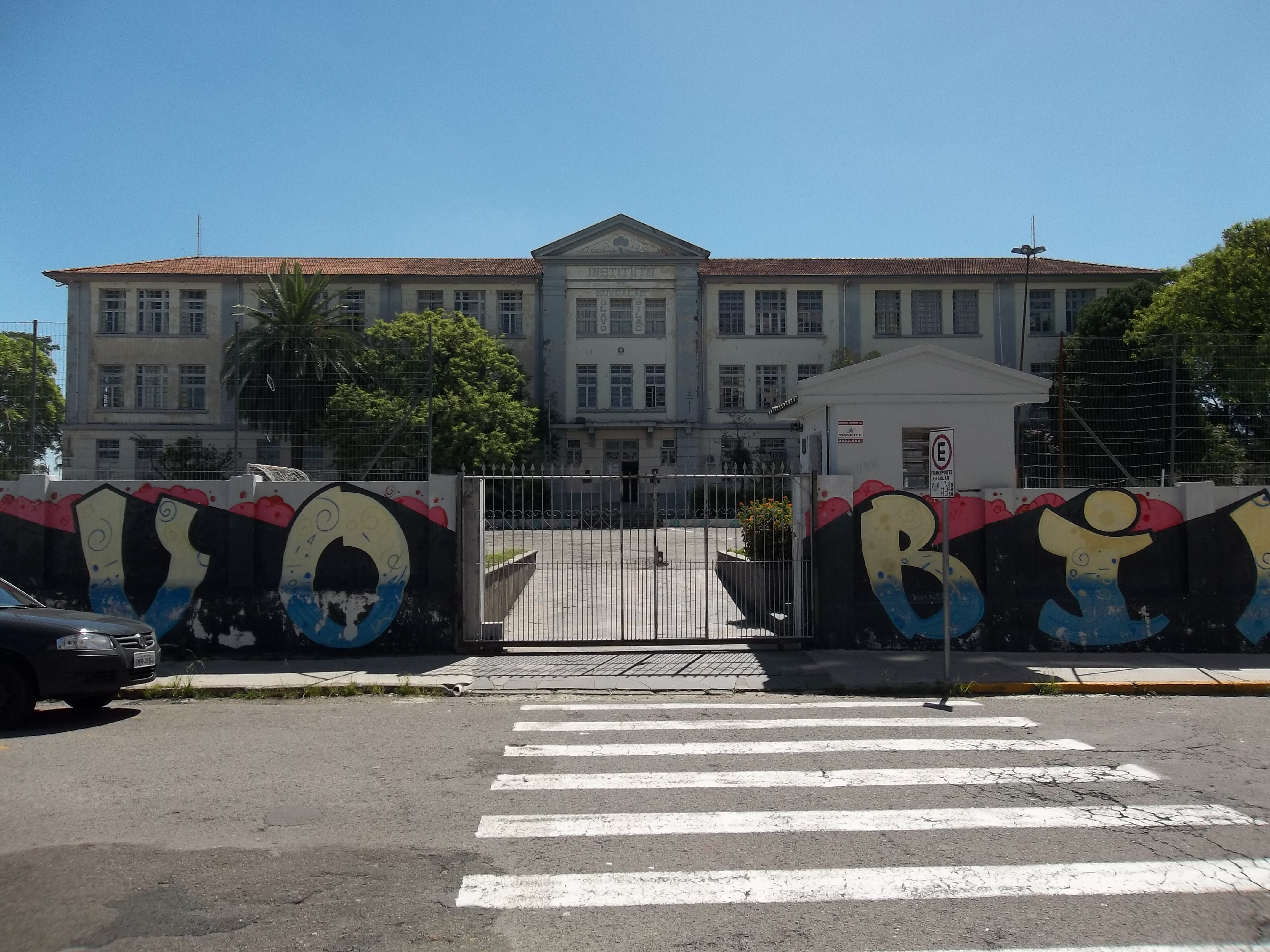
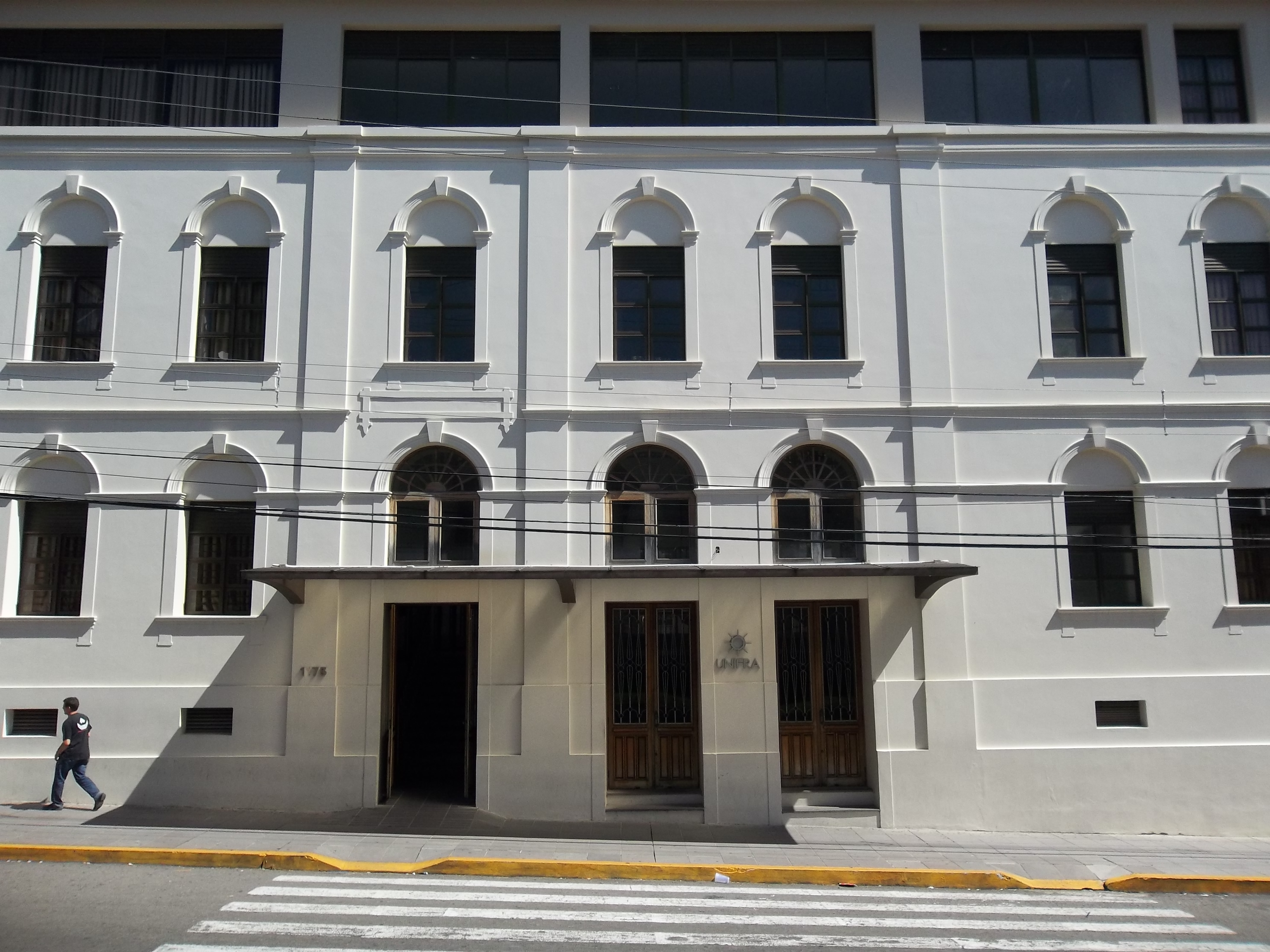
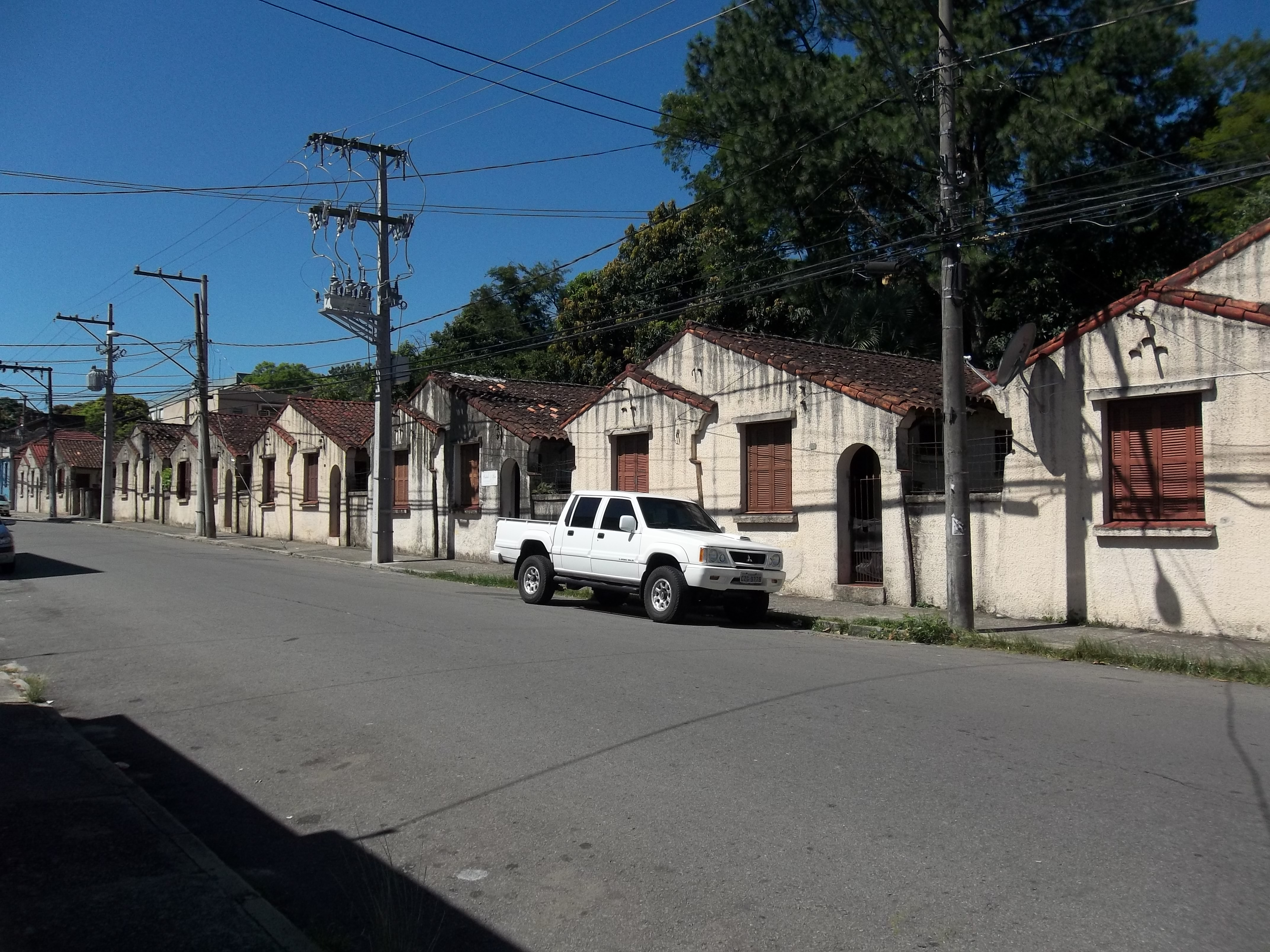
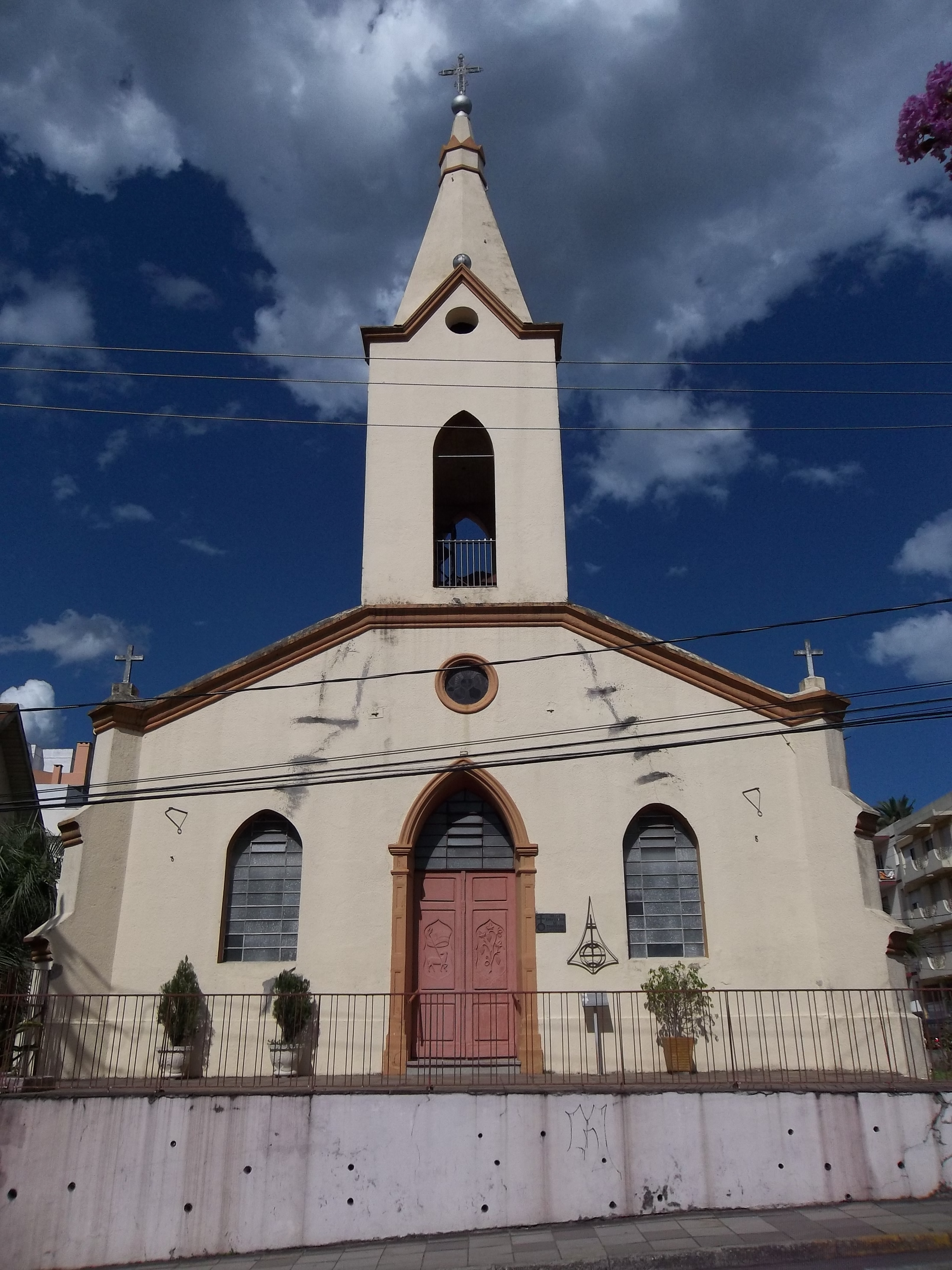
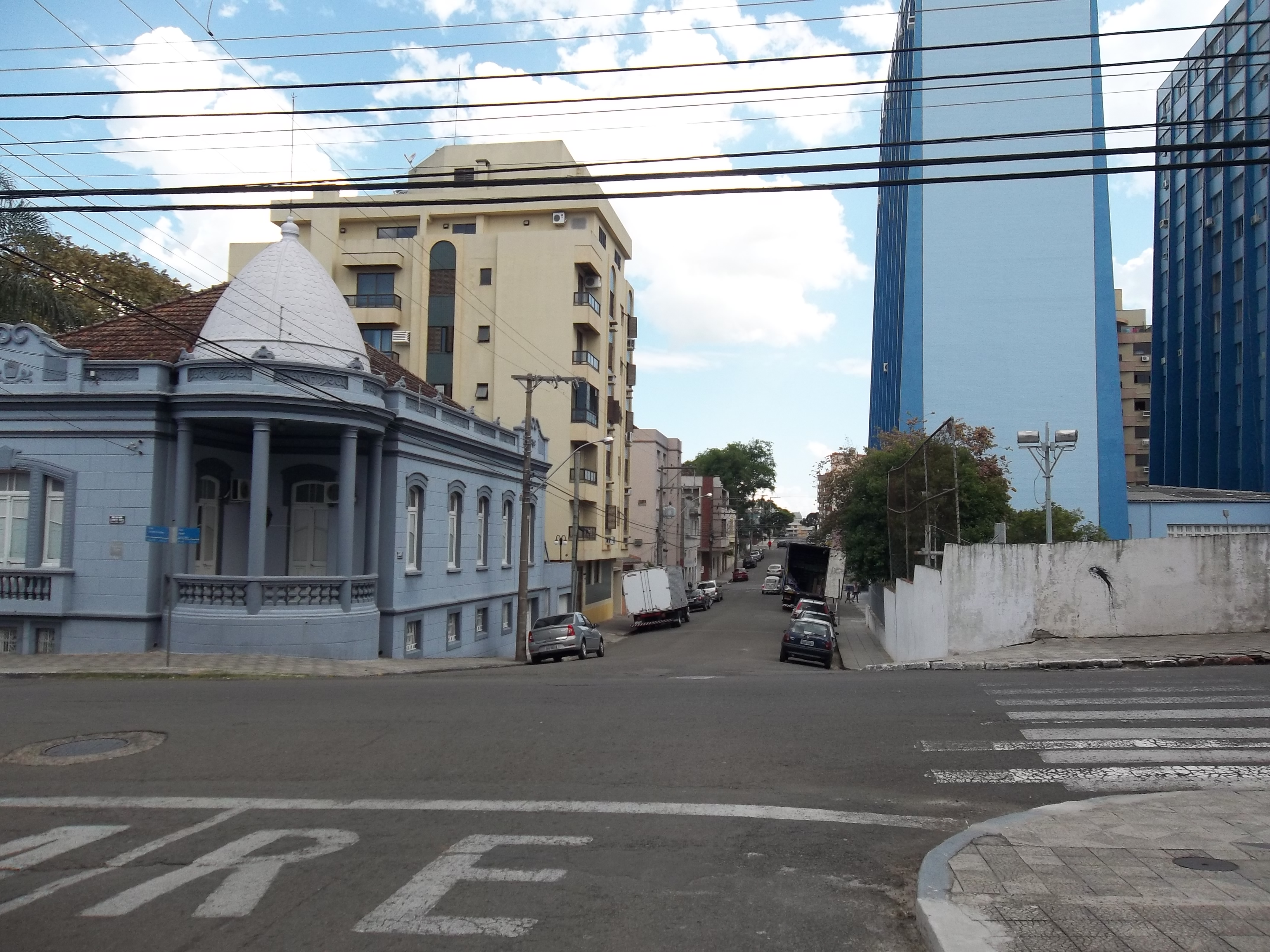

| Noroeste: Nossa Senhora do Rosário Passo d'Areia | Norte: Nossa Senhora do Rosário | Nordeste: Nossa Senhora do Rosário Centro |
| Oeste: Passo d'Areia Noal                        |                                 | Este: Centro                              |
| Suroeste: Noal Nossa Senhora de Fátima           | Sur: Nossa Senhora de Fátima    | Sureste: Centro Nossa Senhora de Fátima   |